# Shivers (album)
Shivers je drugi studijski album holandskog trens producenta i -a Armina van Burena.

## Spisak pesama
1. -{Wall of Sound - 6:20
2. Empty State - 7:36
3. Shivers - 7:32
4. Golddigger - 4:47
5. Zocalo - 8:40
6. Gypsy - 5:26
7. Who Is Watching - 5:07
8. Bounce Back - 7:36
9. Control Freak - 8:09
10. Serenity - 11:35
11. Hymne - 2:51}-

## Spoljašnje veze
- na